# 金斗朝鲜族满族乡
金斗朝鲜族满族乡（中国朝鲜语：／）是中华人民共和国吉林省通化市通化县下辖的一个民族乡。

## 行政区划
金斗朝鲜族满族乡下辖以下村级行政区划单位：
金苑社区、金星村、金斗村、北沟村、砬缝村和广信村。